# Torre dei Gambulini
La torre dei Gambulini (o della SS. Trinità) è una costruzione medioevale che si innalza in Via Ardigò a Mantova, nelle immediate adiacenze di piazza Broletto e di piazza delle Erbe.

## Storia
La torre, il cui nome deriva dall'illustre famiglia, fu edificata nel XII secolo. La famiglia dei Gambulini la cedette ai Ripalta che a loro volta la vendettero, nel 1249, ai Da Oculo. Nel 1289 pervenne in proprietà a Guido Corradi, padre di Ludovico I Gonzaga, che sposò in seconde nozze Tommasina di Ottobuono Da Oculo.
La torre, con annesso palazzo (ora Archivio di Stato), passò a Rodolfo Gonzaga che la lasciò in eredità al figlio Aloisio, marchese di Castel Goffredo. Aloisio abitò il palazzo dopo le nozze nel 1519 con Ginevra Rangoni e fece abbellire gli interni con dipinti del pittore veronese Giovanni Maria Falconetto. Qui, il 30 novembre 1526, morì il condottiero Giovanni dalle Bande Nere, in seguito alle ferite riportate a Governolo nella battaglia contro i lanzichenecchi.
L'edificio rimase in proprietà dei Gonzaga di Castiglione col marchese Ferrante, padre di san Luigi, sino al 1569. Acquisito nel 1584 dai Gesuiti, fu trasformato in convento e collegio.
All'inizio del XIX secolo, la torre venne utilizzata per impiantarvi il telegrafo e nel 1868 gli edifici divennero proprietà dello stato italiano, che furono trasformati in Archivio di Stato.
Nel 2010 un progetto avrebbe dovuto realizzare sulla torre una terrazza panoramica.